# سعید نورالهی
سعید نورالهی (زادهٔ ۱ فروردین ۱۳۳۰ – درگذشتهٔ ۶ اردیبهشت ۱۳۹۸) با نام اصلی سعید نورالهی کلیان بازیگر سینما و تلویزیون ایرانی بود.

## زندگی
در دوران دبیرستان با انتخاب از طرف نماینده آموزش و پرورش به عنوان بازیگر مشغول به کار شد. وی با بازی در فیلم سینمایی «تشکیلات» به کارگردانی منوچهر مصیری و نویسندگی مهدی ژورک ساختهٔ سال ۱۳۶۵ وارد عرصه بازیگری شد. نورالهی در آثاری همچون فیلم سینمایی «مارمولک»، «لیلی با من است» و سریال تلویزیونی «خانه به دوش» فعالیت داشته‌است. همچنین همکاری با فیلم‌سازانی چون کمال تبریزی، کریم آتشی، پوران درخشنده و اصغر هاشمی ،رضا عطاران را در کارنامه هنری خود جای داده‌است. وی علاوه بر بازیگری در سینما به ایفای نقش در تلویزیون نیز پرداخته و در مجموعه‌های تلویزیونی متعددی حضور داشته‌است.

## درگذشت
سعید نورالهی حوالی ساعت ۵ صبح ۶ اردیبهشت ۱۳۹۸ 
روز جمعه در بیمارستان امام خمینی به دلیل سکته مغزی و لخته شدن خون درگذشت و همان روز یعنی ۶ اردیبهشت ماه ۱۳۹۸  در بهشت زهرا تهران، قطعه ۳۲۴ ردیف ۱۵۵ شماره ۸۰ به خاک سپرده شد.

## آثار
فیلم‌ها و سریال‌هایی که سعید نورالهی در آن‌ها نقش داشته‌است:

### فیلم سینمایی
- مسافران دلباخته (۱۳۹۴)
- آخرین ماشین دنیا (۱۳۹۳)
- راه آبی ابریشم (۱۳۸۸)

- نطفه شوم (۱۳۸۷)
- ازدواج صورتی (۱۳۸۳)
- نگاه (۱۳۸۳)
- مارمولک (۱۳۸۲)
- دختر شیرینی فروش (۱۳۸۰)
- مثلث آبی (۱۳۷۸)
- نسل سوخته (۱۳۷۸)
- لیلی با من است (۱۳۷۴)
- دو همسفر (۱۳۷۰)
- عبور از غبار (۱۳۶۸)
- شرایط عینی (۱۳۶۶)
- تشکیلات (۱۳۶۵)
- مردها فرشته نیستند (۱۳۹۲)

### سریال تلویزیونی
- ترور خاموش (۱۳۹۸)
- ساخت ایران ۲ (۱۳۹۷)
- معمای شاه (۱۳۹۴)
- چهار چرخ (۱۳۹۰)
- سه پنج دو (۱۳۹۰)
- مختار نامه (۱۳۸۹)
- زیر هشت (۱۳۸۹)
- شاید برای شما هم اتفاق بیفتد (۱۳۸۸)
- متهم گریخت (۱۳۸۴)
- خانه‌به‌دوش (۱۳۸۳)
- رسم شیدایی (۱۳۸۳)
- رسم عاشقی (۱۳۸۳)
- کوزه‌گر (۱۳۸۱)
- عسل‌ها و مثل‌ها (۱۳۸۱)
- روزهای زندگی (۱۳۷۹)
- شرکت (۱۳۷۷)
- سرزمین ملائک (۱۳۷۵)